# Hierarquia de dominância
No estudo do comportamento animal, a hierarquia de dominância surge quando membros de um grupo social interagem, frequentemente agressivamente, de formar a criar um sistema de ranks. Em grupos sociais, membros podem competir pelo acesso a recursos limitados e oportunidades de cópulas. Em vez de brigarem todo momento em que se encontram, relações de parentesco são formadas com membros de mesmo sexo. Essas interações repetitivas levam ao surgimento de uma ordem social que pode mudar caso o animal dominante seja desafiado por um subordinado. 

## Sistemas

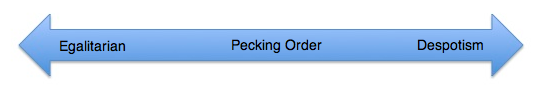
Uma imagem representando a ordem social que um grupo pode apresentar: em uma sociedade igualitária, todos os membros são iguais, e pouca hierarquia é observada. Em uma hierarquia linear, cada membro tem uma posição superior ou inferior a outro, criando uma distribuição linear de poder. Em uma "hierarquia despótica", somente um membro é dominante, enquanto todos os outros são subordinados.

Essa manifestação de conflito sexual pode ser observada em um dos dois sistemas. A ordem social pode ser linear ou despótica. Em um sistema linear, todo os membros do grupo são reconhecidos como dominantes ou subordinados com outros, criando uma distribuição linear de poder. Por exemplo, grupos de hienas-malhadas e hienas-castanhas podem demonstrar hierarquia de dominância. Em um sistema despótico, um membro é considerado dominante sobre todos os outros, que são igualmente submissos. Exemplos são os gorilas, suricatas, e os lobos.

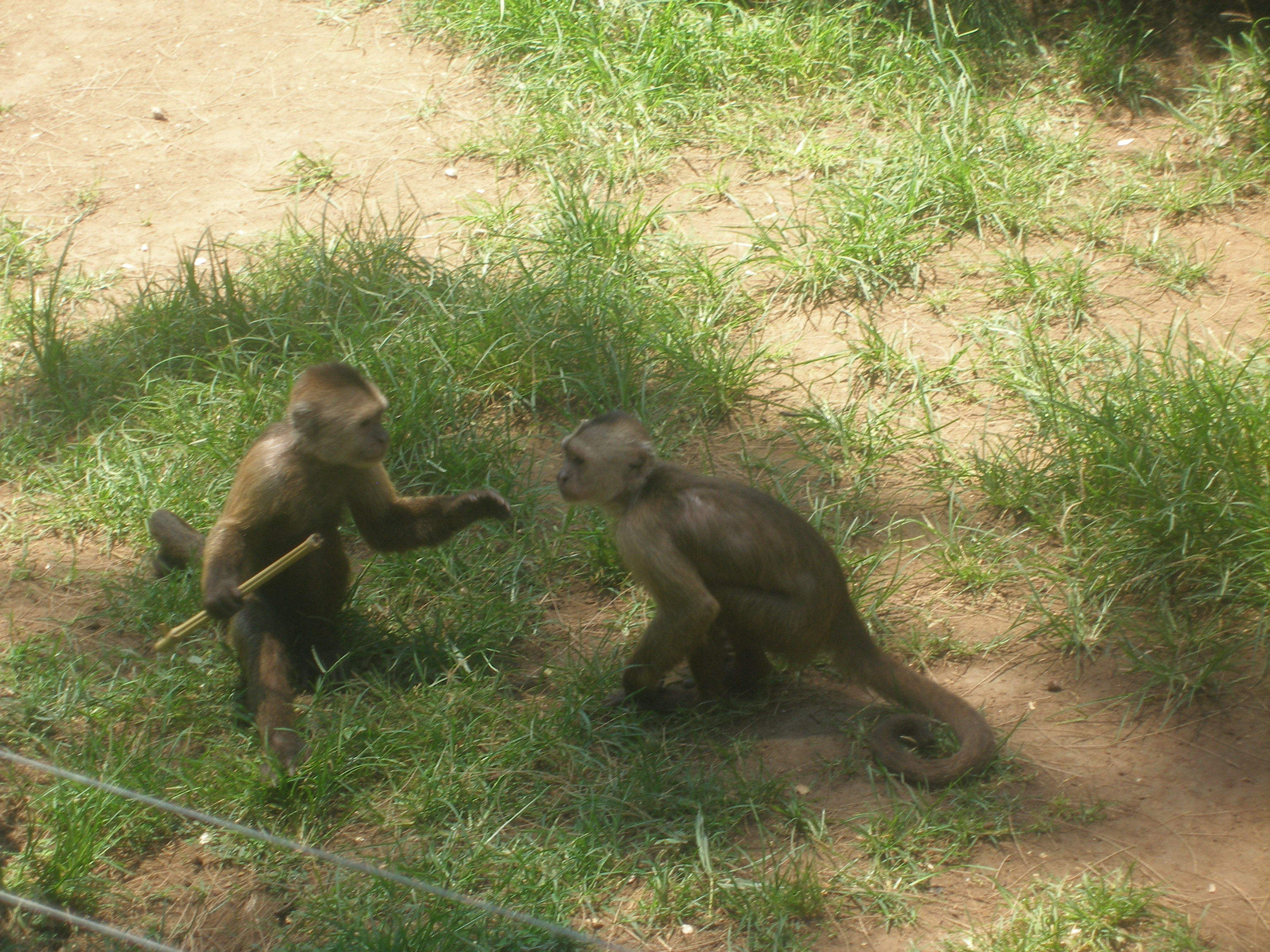
Cebus olivaceus possui hierarquia de dominância.